# Mortem Solis
Mortem Solis è l'undicesimo album in studio del gruppo musicale brasiliano Krisiun, pubblicato il 29 luglio 2022 dalla Century Media Records.

## Tracce
1. Sworn Enemies
2. Serpent Messiah
3. Swords into Flesh
4. Necronomical
5. Tomb of the Nameless
6. Dawn Sun Carnage (Intro)
7. Temple of the Abattoir
8. War Blood Hammer
9. As Angels Burn
10. Worm God

Traccia bonus nell'edizione fisica
1. Death of the Sun

## Formazione
- Alex Camargo – basso, voce
- Moyses Kolesne – chitarra
- Max Kolesne – batteria